# Xiaomi Mi 10T
Xiaomi Mi 10T та Xiaomi Mi 10T Pro — смартфони від компанії Xiaomi, що відноситься до субфлагманської-флагмансьокої серії Mi T. Були представлені 30 вересня 2020 року. 20 жовтня 2020 року смартфони були представлені в Україні. Основною відмінністю між базовою та Pro-моделюю є модуль основної камери.
27 жовтня 2020 року Xiaomi Mi 10T був представлений в Китаї під назвою Redmi K30S Ultra.

## Дизайн
Задня та передня панелі виконані зі скла Corning Gorilla Glass 5, а рамка — з алюмінію.
Знизу розміщені роз'єм USB-C, динамік, мікрофон та лоток під 2 SIM-картки, зверху — другий динамік, другий мікрофон та ІЧ-порт, а справа — гойдалка регулювання гучності та кнопка блокування, в яку вбудований сканер відбитків пальців.
Смартфони були доступні в наступних кольорах:
| Колір | Назва                  | Назва                   | Назва              |
| Колір | Mi 10T                 | Mi 10T Pro              | Redmi K30S Ultra   |
| ----- | ---------------------- | ----------------------- | ------------------ |
|       | Cosmic Black (чорний)  | Cosmic Black (чорний)   | Interstellar Black |
|       | Lunar Silver (срібний) | Lunar Silver (срібний)  | Moonlight Silver   |
|       | Н/Д                    | Aurora Blue (блакитний) | Н/Д                |

## Технічні характеристики

### Апаратне забезпечення
Смартфони отримали флагманську систему на кристалі Qualcomm Snapdragon 865. Mi 10T має 6 ГБ або 8 ГБ оперативної пам'яті та 128 ГБ постійної пам'яті, а Mi 10T Pro та Redmi K30S Ultra — 8 ГБ оперативної пам'яті та 128 ГБ або 256 ГБ постійної пам'яті.
Батарея отримала об'єм 5000 мА·год та підтримку швидкої зарядки потужністю 33 Вт.
Моделі отримали 6.67-дюймовий дисплей типу IPS LCD з роздільною здатністю Full HD+ (2400 × 1080), щільністю пікселів 395 ppi, співвідношенням сторін 20:9 та круглим вирізом під передню камеру, що розміщена у верхньому лівому кутку. Це перші смартфони Xiaomi, що отримали частоту оновлення дисплея 144 Гц. Також смартфони отримали технологію AdaptiveSync, що адаптує частоту оновлення екрана до різних сценаріїв користування.
Пристрої отримали стереодинаміки, розташовані на верхньому та нижньому торцях.
Смартфони отримали основну потрійну камеру із ширококутним об'єктивом на 64 Мп з діафрагмою f/1.9 і фазовим автофокусом в Xiaomi Mi 10T та Redmi K30S Ultra або на 108 Мп з діафрагмою f/1.7, фазовим автофокусом та оптичною стабілізацією зображення в Mi 10T Pro, надширококутним об'єктивом на 13 Мп з діафрагмою f/2.4 і кутом огляду 123° та макрооб'єктивом на 5 Мп з діафрагмою f/2.4 і автофокусом. Також всі моделі отримали передній ширококутний об'єктив на 20 Мп з діафрагмою f/2.2. Основна камера всіх моделей має можливість запису відео в роздільній здатності 8K@30fps, а передня — в 1080p@30fps.

### Програмне забезпечення
Смартфони були випущені на MIUI 12 на базі Android 10 і пізніше були оновлені до MIUI 14 на базі Android 12.